# Carl Hedlund
Carl Hedlund var en svensk ritmästare verksam under första delen av 1800-talet.
Hedlund var verksam som lärare i språk, teckning och målning i familjerna von Essen på Kaflås och Rudbeck på Edsberg. I silhuettklipp har han utfört porträtt av friherrinnan Jacobina Gustafva von Essen samt gruppbilder av familjerna Rudbeck på Edsberg och von Essen på Kaflås. Hedlund var representerad på utställningen Skuggbilder, bildklipp och silhuetter som visades på Liljevalchs konsthall 1930. 